# Mark Wright
Mark Wright (Dorchester, 1º agosto 1963) è un allenatore di calcio ed ex calciatore inglese, di ruolo difensore.

## Carriera

### Giocatore

Wright, con la maglia dell'Inghilterra, esulta dopo la sua rete all'Egitto nel corso dei mondiali di Italia '90.

#### Club
Ha iniziato la sua carriera nell'Oxford United. Nel 1982 è stato venduto al Southampton, dove è rimasto per cinque stagioni. Tra il 1987 ed il 1991 ha militato nel Derby County. La sua ultima squadra professionistica è stato il Liverpool, dove è stato il perno della difesa fino al 1998.

#### Nazionale
Ha debuttato nella nazionale maggiore inglese nel 1984, a 21 anni. Ha fatto parte della spedizione agli Europei del 1988, ai Mondiali del 1990 ed agli Europei del 1992. Su un totale di 45 presenze ha segnato una sola rete, nell'ultima partita del girone dei Mondiali di Italia '90, consentendo agli inglesi di battere 1-0 l'Egitto e quindi di qualificarsi agli ottavi di finale.

### Allenatore
Terminata la carriera da giocatore, dal 2000 è divenuto allenatore professionista. Ha allenato il Southport, l'Oxford United e il Peterborough. Nella stagione 2008-2009 è stato l'ultimo allenatore del Chester City prima del fallimento del club.

## Statistiche

### Cronologia presenze e reti in nazionale
| Cronologia completa delle presenze e delle reti in nazionale ― Galles | Cronologia completa delle presenze e delle reti in nazionale ― Galles | Cronologia completa delle presenze e delle reti in nazionale ― Galles | Cronologia completa delle presenze e delle reti in nazionale ― Galles | Cronologia completa delle presenze e delle reti in nazionale ― Galles | Cronologia completa delle presenze e delle reti in nazionale ― Galles | Cronologia completa delle presenze e delle reti in nazionale ― Galles | Cronologia completa delle presenze e delle reti in nazionale ― Galles |
| Data                                                                  | Città                                                                 | In casa                                                               | Risultato                                                             | Ospiti                                                                | Competizione                                                          | Reti                                                                  | Note                                                                  |
| --------------------------------------------------------------------- | --------------------------------------------------------------------- | --------------------------------------------------------------------- | --------------------------------------------------------------------- | --------------------------------------------------------------------- | --------------------------------------------------------------------- | --------------------------------------------------------------------- | --------------------------------------------------------------------- |
| 2-5-1984                                                              | Wrexham                                                               | Galles                                                                | 1 – 0                                                                 | Inghilterra                                                           | Amichevole                                                            | -                                                                     |                                                                       |
| 12-9-1984                                                             | Londra                                                                | Inghilterra                                                           | 1 – 0                                                                 | Germania Est                                                          | Amichevole                                                            | -                                                                     |                                                                       |
| 17-10-1984                                                            | Londra                                                                | Inghilterra                                                           | 5 – 0                                                                 | Finlandia                                                             | Qual. Mondiali 1986                                                   | -                                                                     |                                                                       |
| 14-11-1984                                                            | Istanbul                                                              | Turchia                                                               | 0 – 8                                                                 | Inghilterra                                                           | Qual. Mondiali 1986                                                   | -                                                                     |                                                                       |
| 26-3-1985                                                             | Londra                                                                | Inghilterra                                                           | 2 – 1                                                                 | Irlanda                                                               | Amichevole                                                            | -                                                                     |                                                                       |
| 1-5-1985                                                              | Bucarest                                                              | Romania                                                               | 0 – 0                                                                 | Inghilterra                                                           | Qual. Mondiali 1986                                                   | -                                                                     |                                                                       |
| 6-6-1985                                                              | Città del Messico                                                     | Inghilterra                                                           | 1 – 2                                                                 | Italia                                                                | Amichevole                                                            | -                                                                     |                                                                       |
| 12-6-1985                                                             | Città del Messico                                                     | Germania Ovest                                                        | 0 – 3                                                                 | Inghilterra                                                           | Amichevole                                                            | -                                                                     |                                                                       |
| 11-9-1985                                                             | Londra                                                                | Inghilterra                                                           | 1 – 1                                                                 | Romania                                                               | Qual. Mondiali 1986                                                   | -                                                                     |                                                                       |
| 16-10-1985                                                            | Londra                                                                | Inghilterra                                                           | 5 – 0                                                                 | Turchia                                                               | Qual. Mondiali 1986                                                   | -                                                                     |                                                                       |
| 13-11-1985                                                            | Londra                                                                | Inghilterra                                                           | 0 – 0                                                                 | Irlanda del Nord                                                      | Qual. Mondiali 1986                                                   | -                                                                     |                                                                       |
| 29-1-1986                                                             | Il Cairo                                                              | Egitto                                                                | 0 – 4                                                                 | Inghilterra                                                           | Amichevole                                                            | -                                                                     |                                                                       |
| 26-3-1986                                                             | Tbilisi                                                               | Unione Sovietica                                                      | 0 – 1                                                                 | Inghilterra                                                           | Amichevole                                                            | -                                                                     |                                                                       |
| 12-11-1986                                                            | Londra                                                                | Inghilterra                                                           | 2 – 0                                                                 | Jugoslavia                                                            | Qual. Euro 1988                                                       | -                                                                     |                                                                       |
| 1-4-1987                                                              | Belfast                                                               | Irlanda del Nord                                                      | 0 – 2                                                                 | Inghilterra                                                           | Qual. Euro 1988                                                       | -                                                                     |                                                                       |
| 23-5-1987                                                             | Glasgow                                                               | Scozia                                                                | 0 – 0                                                                 | Inghilterra                                                           | Amichevole                                                            | -                                                                     |                                                                       |
| 17-2-1988                                                             | Ramat Gan                                                             | Israele                                                               | 0 – 0                                                                 | Inghilterra                                                           | Amichevole                                                            | -                                                                     | 74’                                                                   |
| 23-3-1988                                                             | Londra                                                                | Inghilterra                                                           | 2 – 2                                                                 | Paesi Bassi                                                           | Amichevole                                                            | -                                                                     | 72’                                                                   |
| 24-5-1988                                                             | Bristol                                                               | Inghilterra                                                           | 1 – 1                                                                 | Colombia                                                              | Amichevole                                                            | -                                                                     |                                                                       |
| 28-5-1988                                                             | Losanna                                                               | Svizzera                                                              | 0 – 1                                                                 | Inghilterra                                                           | Amichevole                                                            | -                                                                     |                                                                       |
| 12-6-1988                                                             | Stoccarda                                                             | Irlanda                                                               | 1 – 0                                                                 | Inghilterra                                                           | Euro 1988 - 1º turno                                                  | -                                                                     |                                                                       |
| 15-6-1988                                                             | Düsseldorf                                                            | Paesi Bassi                                                           | 3 – 1                                                                 | Inghilterra                                                           | Euro 1988 - 1º turno                                                  | -                                                                     |                                                                       |
| 25-4-1990                                                             | Londra                                                                | Inghilterra                                                           | 4 – 2                                                                 | Cecoslovacchia                                                        | Amichevole                                                            | -                                                                     | 46’                                                                   |
| 2-6-1990                                                              | Tunisi                                                                | Tunisia                                                               | 1 – 1                                                                 | Inghilterra                                                           | Amichevole                                                            | -                                                                     | 61’                                                                   |
| 16-6-1990                                                             | Cagliari                                                              | Paesi Bassi                                                           | 0 – 0                                                                 | Inghilterra                                                           | Mondiali 1990 - 1º turno                                              | -                                                                     |                                                                       |
| 21-6-1990                                                             | Cagliari                                                              | Inghilterra                                                           | 1 – 0                                                                 | Egitto                                                                | Mondiali 1990 - 1º turno                                              | 1                                                                     |                                                                       |
| 26-6-1990                                                             | Bologna                                                               | Belgio                                                                | 0 – 1 dts                                                             | Inghilterra                                                           | Mondiali 1990 - Ottavi di finale                                      | -                                                                     |                                                                       |
| 1-7-1990                                                              | Napoli                                                                | Inghilterra                                                           | 3 – 2 dts                                                             | Camerun                                                               | Mondiali 1990 - Quarti di finale                                      | -                                                                     |                                                                       |
| 4-7-1990                                                              | Torino                                                                | Germania Ovest                                                        | 1 – 1 dts (4 – 3 dtr)                                                 | Inghilterra                                                           | Mondiali 1990 - Semifinale                                            | -                                                                     |                                                                       |
| 7-7-1990                                                              | Bari                                                                  | Italia                                                                | 2 – 1                                                                 | Inghilterra                                                           | Mondiali 1990 - Finale 3º posto                                       | -                                                                     | 71’                                                                   |
| 12-9-1990                                                             | Londra                                                                | Inghilterra                                                           | 1 – 0                                                                 | Ungheria                                                              | Amichevole                                                            | -                                                                     |                                                                       |
| 17-10-1990                                                            | Londra                                                                | Inghilterra                                                           | 2 – 0                                                                 | Polonia                                                               | Qual. Euro 1992                                                       | -                                                                     |                                                                       |
| 14-11-1990                                                            | Dublino                                                               | Irlanda                                                               | 1 – 1                                                                 | Inghilterra                                                           | Qual. Euro 1992                                                       | -                                                                     |                                                                       |
| 6-2-1991                                                              | Londra                                                                | Inghilterra                                                           | 2 – 0                                                                 | Camerun                                                               | Amichevole                                                            | -                                                                     |                                                                       |
| 27-3-1991                                                             | Londra                                                                | Inghilterra                                                           | 1 – 1                                                                 | Irlanda                                                               | Qual. Euro 1992                                                       | -                                                                     |                                                                       |
| 21-5-1991                                                             | Londra                                                                | Inghilterra                                                           | 3 – 1                                                                 | Unione Sovietica                                                      | Amichevole                                                            | -                                                                     | cap. 70’                                                              |
| 25-5-1991                                                             | Londra                                                                | Inghilterra                                                           | 2 – 2                                                                 | Argentina                                                             | Amichevole                                                            | -                                                                     |                                                                       |
| 1-6-1991                                                              | Sydney                                                                | Australia                                                             | 0 – 1                                                                 | Inghilterra                                                           | Amichevole                                                            | -                                                                     |                                                                       |
| 8-6-1991                                                              | Wellington                                                            | Nuova Zelanda                                                         | 0 – 2                                                                 | Inghilterra                                                           | Amichevole                                                            | -                                                                     |                                                                       |
| 12-6-1991                                                             | Kuala Lumpur                                                          | Malaysia                                                              | 2 – 4                                                                 | Inghilterra                                                           | Amichevole                                                            | -                                                                     |                                                                       |
| 19-2-1992                                                             | Londra                                                                | Inghilterra                                                           | 2 – 0                                                                 | Francia                                                               | Amichevole                                                            | -                                                                     |                                                                       |
| 3-6-1992                                                              | Helsinki                                                              | Finlandia                                                             | 1 – 2                                                                 | Inghilterra                                                           | Amichevole                                                            | -                                                                     |                                                                       |
| 9-9-1992                                                              | Santander                                                             | Spagna                                                                | 1 – 0                                                                 | Inghilterra                                                           | Amichevole                                                            | -                                                                     |                                                                       |
| 24-4-1996                                                             | Londra                                                                | Inghilterra                                                           | 0 – 0                                                                 | Croazia                                                               | Amichevole                                                            | -                                                                     |                                                                       |
| 18-5-1996                                                             | Londra                                                                | Inghilterra                                                           | 3 – 0                                                                 | Ungheria                                                              | Amichevole                                                            | -                                                                     | 12’                                                                   |
| Totale                                                                |                                                                       | Presenze                                                              | 45                                                                    |                                                                       | Reti                                                                  | 1                                                                     |                                                                       |

## Palmarès

### Giocatore

#### Competizioni nazionali
- Coppa d'Inghilterra: 1

Liverpool: 1991-1992
- Coppa di Lega inglese: 1

Liverpool: 1994-1995

### Allenatore

#### Competizioni nazionali
- Football Conference: 1

Chester City: 2003-2004